# Asahi
Asahi Group Holdings (яп. アサヒビール株式会社) — ведущий производитель пива и безалкогольных напитков в Японии. Штаб-квартира Asahi находится в Сумида, Токио. В списке крупнейших компаний мира Forbes Global 2000 за 2023 год заняла 593-е место.
В 2019 году выручка группы составила 2,1 трлн иен. Бизнес-портфель Asahi можно сегментировать следующим образом: алкогольный бизнес (40,5 %), зарубежный бизнес (32 %), бизнес безалкогольных напитков (17,2 %), пищевой бизнес (5,4 %) и другое (4,9 %). Asahi с долей рынка 37 % является крупнейшим из четырёх основных производителей пива в Японии, за ним следуют Kirin Beer с 34 % и Suntory с 16 %. В ответ на сокращение внутреннего рынка пива, Asahi расширила географию своего присутствия путём покупки пивных предприятий в Западной Европе и Центральной и Восточной Европе. Это привело к тому, что Asahi имеет большую долю рынка во многих европейских странах, например, доля рынка брендов пива Asahi — 44 % в Чешской Республике, 32 % в Польше, 36 % в Румынии и 18 % в Италии. Также Asahi занимает 48,5 % рынка пива в Австралии.

## История
Пиво впервые попало в Японию с экспедицией коммодора Мэтью Перри. Японцам напиток понравился, и правительство решило наладить собственное производство пива. Наиболее подходящим местом оказался город Саппоро на острове Хоккайдо, находящийся на той же широте, что и такие пивные центры как Мюнхен и Милуоки. В конце 1880-х годах правительство передало пивоварение частным предпринимателям, так возникли пивоваренные компании Osaka Beer Brewing Company, Japan Beer Brewery Company, Sapporo Brewery и Nippon Brewing Company. В 1892 году Осакская пивная компания разработала собственную марку пива, названную «Асахи». В 1906 году три пивоваренные компании, включая Осакскую, объединились в группу Dai Nippon Brewery. В 1949 году эта группа была разделена на две компании, Asahi Beer и Nippon Breweries (позже ставшей Sapporo Breweries). В 1950-х годах Asahi Beer начала производство безалкогольных напитков и минеральной воды, а в 1958 году первой в Японии начала выпускать пиво в жестяных банках (с 1971 года — в алюминиевых).
В 1970-х годах Asahi начала международную деятельность, став импортёром спиртных напитков и вина, а также открыв пивоварню в Новой Гвинее. В 1986 году было начато производство пива Asahi в Индонезии. Доля компании на рынке пива в Японии неуклонно снижалась с 36 % в 1949 году до 10 % в 1981 году. В 1982 году крупнейший акционер компании, Банк Сумитомо, назначил главой Asahi Цутомо Мураи. Под его руководством были заключены лицензионные соглашения с рядом ведущих производителей пива Европы и США. В 1987 году была представлена новая марка пива Asahi Super Dry, быстро завоевавшая популярность и увеличивая долю компании до 17 % всего за год и до 34 % к 1997 году.
В 1990 году Asahi приобрела 19,9 % акций австралийской компании Elders Limited, которая впоследствии стала Foster’s Group, а позже была продана SABMiller. В середине 1990-х годов Asahi начала осваивать крупнейшие пивные рынки мира, США и КНР: в США был создан альянс с Miller Brewing Company, а в Китае куплены 5 пивоварен. В феврале 2001 года Asahi выпустила свою версию низкосолодового пива хаппосю, что позволило ей выйти на первое место на рынке пива в Японии.
В 2009 году Asahi приобрела австралийский филиал Schweppes — Schweppes Australia.
В начале 2009 года Asahi выкупила 19,9 % акций пивоварни «Циндао» у Anheuser-Busch InBev за 667 млн долларов.
В июле 2011 года Asahi приобрела новозеландскую марку сока Charlie's и австралийского производителя воды и соков P&N Beverages.
В августе 2011 года Asahi приобрела новозеландскую компанию-производителя алкогольных напитков Vodka Cruiser. В 2013—2015 годах Asahi купила Mountain Goat Brewery.
В апреле 2016 года Anheuser-Busch InBev согласилась также на продажу Grolsch, итальянского Peroni и английского Meantime. Сделка была завершена в октябре 2016 года.
В октябре 2016 года пивоваренная группа Anheuser-Busch InBev согласилась продать Asahi некоторые бренды в Польше, Чехии, Словакии, Венгрии и Румынии за 7,8 млрд долларов. Asahi интересовали такие популярные бренды, как Pilsner Urquell, Tyskie, Lech Brewery, Dreher Brewery и Ursus. Сделка была завершена в марте 2017 года. В мае 2020 года также у Anheuser-Busch InBev за 16 млрд долларов была куплена австралийская пивоваренная компания Carlton & United Breweries, после чего Asahi заняла почти половину австралийского рынка пива.

## Деятельность
Компании принадлежит 68 заводов, из них 33 в Японии, 5 в Юго-Восточной Азии, 17 в Европе и 12 в Австралии и Новой Зеландии.
Основные подразделения:
- Алкоголь — пиво, хаппосю, вино и спиртные напитки, 37 % выручки;
- Безалкогольные напитки — газированные, фруктовые и молочные напитки, минеральная вода, готовые чай и кофе, 17 % выручки;
- Пищевые продукты — кондитерская и молочная продукция, концентраты супов, пищевые добавки, детское питание, замороженные полуфабрикаты, 6 % выручки;
- Коэффициент продаж по регионам: Япония — 51,8 %, Океания — 23,2 %, Европа — 22,9 %, Юго-Восточная Азия — 2,1 %.

|                     | 2010  | 2011  | 2012  | 2013  | 2014  | 2015  | 2016  | 2017  | 2018  | 2019  | 2020  | 2021  | 2022  |
| ------------------- | ----- | ----- | ----- | ----- | ----- | ----- | ----- | ----- | ----- | ----- | ----- | ----- | ----- |
| Выручка             | 1,489 | 1,463 | 1,579 | 1,714 | 1,785 | 1,690 | 1,707 | 2,085 | 2,120 | 2,089 | 2,028 | 2,236 | 2,511 |
| Чистая прибыль      | 0,053 | 0,055 | 0,057 | 0,062 | 0,069 | 0,076 | 0,089 | 0,120 | 0,151 | 0,142 | 0,093 | 0,154 | 0,165 |
| Активы              | 1,405 | 1,530 | 1,732 | 1,792 | 1,937 | 1,805 | 2,086 | 3,347 | 3,079 | 3,141 | 4,439 | 4,548 | 4,830 |
| Собственный капитал | 0,613 | 0,644 | 0,727 | 0,827 | 0,897 | 0,804 | 0,846 | 1,153 | 1,150 | 1,248 | 1,518 | 1,759 | 2,063 |

## Бренды
С 1957 года и до конца 1980-х основным сортом пива компании оставалось Asahi Gold, обогнавшее по популярности оригинальную рецептуру Asahi Draft, которая, тем не менее, продолжает производиться. В 1987 году компания представила Asahi Super Dry, которое со временем стало её флагманским брендом.

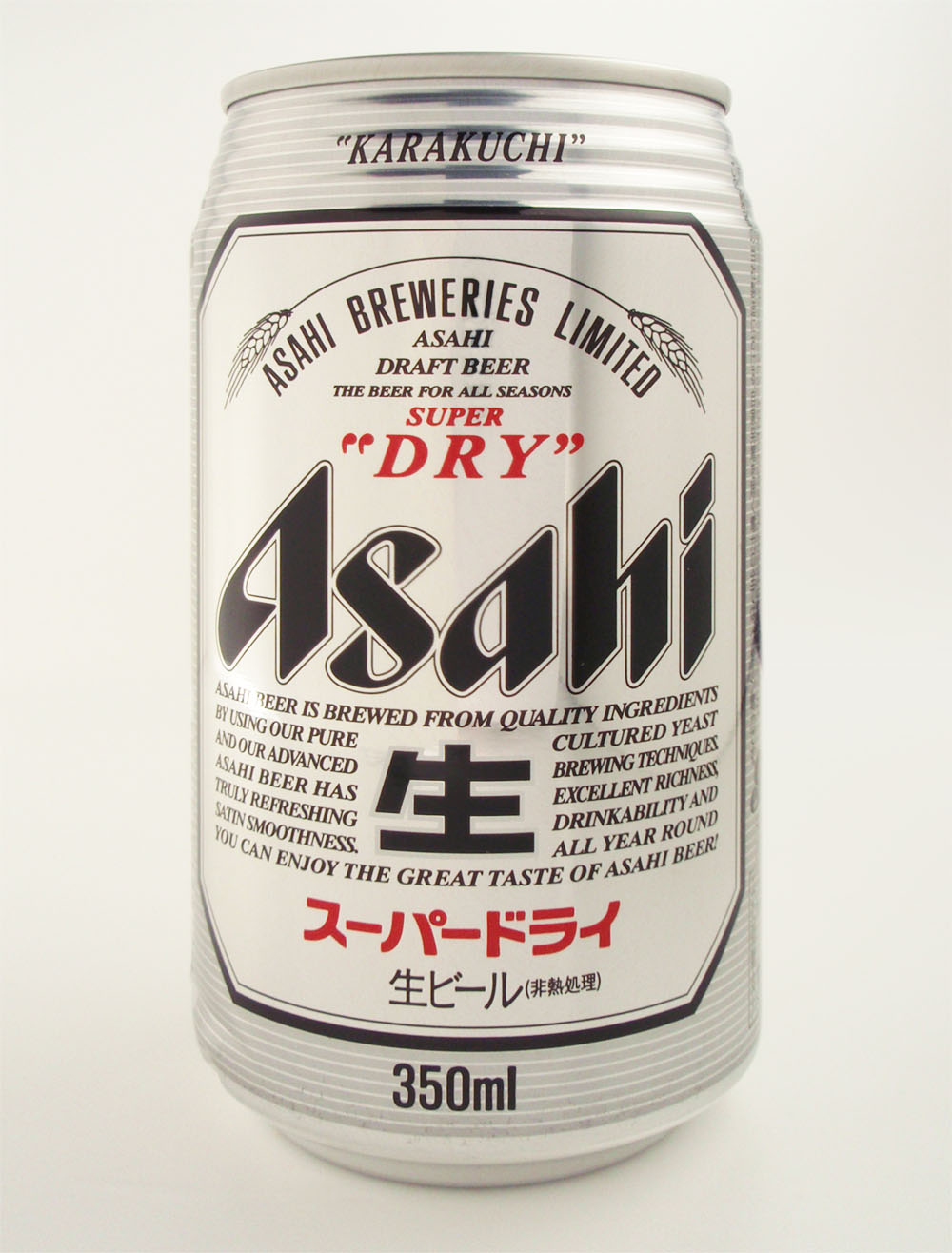

Asahi Super Dry — продукт, кардинально изменивший пивную индустрию Японии. Представляет собой лёгкий лагер с чистым, сухим вкусом и менее выраженными солодовыми нотами по сравнению с конкурентами. По вкусовым характеристикам его часто сравнивают с некоторыми сортами северогерманского пива. Успешный запуск Asahi Super Dry вызвал всплеск интереса к категории сухого пива и стал переломным моментом для компании Asahi, позволив ей обойти Kirin как по объёму продаж, так и по уровню прибыльности.
Другие продукты компании:
- Asahi Draft — лагер
- Asahi Gold — лагер
- Asahi Stout — стаут
- Asahi Z — пивные дрожжи
- Asahi Black — тёмный лагер
- Asahi Prime Time — пильзнер